# بريت فيرمان
بريت فيرمان (مواليد 13 يونيو 2003) هي لاعبة وثب عالي عالي هولندية، حصلت على الميدالية الفضية في بطولة أوروبا لألعاب القوى داخل الصالات 2023.

## روابط خارجية
- بريت فيرمان على موقع الاتحاد الدولي لألعاب القوى (الإنجليزية)
- بريت فيرمان على موقع الاتحاد الأوروبي لألعاب القوى (الإنجليزية)